# Torneo Apertura 2021 (Honduras)
El Torneo Apertura 2021 (también llamado Liga Betcris de Apertura 2021, por motivos de patrocinio), fue la (80.ª edición) de la Liga Nacional de Honduras, siendo el primer torneo de la Temporada 2021-22. Comenzó a disputarse el día 7 de agosto y culminó el 23 de diciembre de 2021.

## Sistema de competición

### Fase de clasificación
En la fase de clasificación se observará el sistema de puntos. La ubicación en la tabla general está sujeta a lo siguiente:
- Por juego ganado se obtendrán tres puntos.
- Por juego empatado se obtendrá un punto.
- Por juego perdido no se otorgan puntos.

El campeonato se jugará con un sistema de «todos contra todos» entre los diez equipos participantes. Los partidos estarán definidos en 18 jornadas, y al finalizar las mismas los primeros dos lugares clasificarán de manera automática a las semifinales, mientras que los equipos que ocuparon el 3°, 4°, 5° y 6° puesto tendrán que jugar la «Liguilla final» (repechajes) en partidos de ida y vuelta; el resto de los equipos quedará sin ninguna opción a pelear por el título.

### Fase final
La fase final se definirá por las siguientes etapas:
- Repechajes
- Semifinales
- Final

A las semifinales clasificarán los dos equipos vencedores de la «Liguilla final» y los antes clasificados de manera directa. Cada uno de estos cuatro equipos se enfrentarán en dos partidos (ida y vuelta) y el que logre anotar el mayor número de goles obtendrá un cupo en la «Gran Final». De existir empate en el número de goles anotados, la clasificación se definirá a través del Reglamento, es decir, el equipo que haya anotado el mayor número de goles en condición de visitante.
Disputarán el título de Campeón del Torneo de Apertura 2021 los dos clubes vencedores de la fase semifinal correspondiente, reubicándolos del uno al dos, de acuerdo a su mejor posición en la Tabla de Clasificación al término de la jornada 18.

## Información de los equipos

### Ascenso y descenso
| Pos | a la Liga Nacional |
| --- | ------------------ |
| 1º  | Victoria           |

| Pos | a la Liga de Ascenso |
| --- | -------------------- |
| 10º | Real de Minas        |

### Equipos participantes
| Equipo            | Ciudad         | Entrenador       | Estadio                                                           | Aforo                | Primera participación |
| ----------------- | -------------- | ---------------- | ----------------------------------------------------------------- | -------------------- | --------------------- |
| Olimpia           | Tegucigalpa    | Pedro Troglio    | Tiburcio Carías Andino                                            | 35,000               | 1965                  |
| Motagua           | Tegucigalpa    | Diego Vásquez    | Tiburcio Carías Andino                                            | 35,000               | 1965                  |
| Real España       | San Pedro Sula | Raúl Gutiérrez   | General Francisco Morazán Olímpico Metropolitano                  | 20,000 40,000        | 1965                  |
| Marathón          | San Pedro Sula | Martín García    | General Francisco Morazán Olímpico Metropolitano Yankel Rosenthal | 20,000 40,000 15,000 | 1965                  |
| Vida              | La Ceiba       | Fernando Mira    | Municipal Ceibeño                                                 | 20,000               | 1965                  |
| Platense          | Puerto Cortés  | Ramón Maradiaga  | Excelsior                                                         | 15,000               | 1965                  |
| Honduras Progreso | El Progreso    | Jhon Jairo López | Humberto Micheletti                                               | 5,000                | 1965                  |
| UPNFM             | Danlí          | Raúl Cáceres     | Marcelo Tinoco                                                    | 5,000                | 2017                  |
| Real Sociedad     | Tocoa          | Mario Petrone    | Francisco Martínez Durón                                          | 10,000               | 2012                  |
| Victoria          | La Ceiba       | Salomón Nazar    | Municipal Ceibeño                                                 | 20,000               | 1968                  |

### Equipos por zona geográfica
| Honduras Progreso Motagua Olimpia Real Sociedad Real España Marathón Vida Victoria Platense UPNFM \| Departamento \| N.º \| Equipos \| \| ----------------- \| --- \| -------------------------------- \| \| Cortés \| 3 \| Marathon, Platense y Real España \| \| Francisco Morazán \| 2 \| Motagua y Olimpia \| \| Yoro \| 1 \| Honduras Progreso \| \| Atlántida \| 2 \| Vida y Victoria \| \| Colón \| 1 \| Real Sociedad \| \| El Paraíso \| 1 \| UPNFM \| |     |                                  |
| Departamento | N.º | Equipos                          |
| Cortés | 3   | Marathon, Platense y Real España |
| Francisco Morazán | 2   | Motagua y Olimpia                |
| Yoro | 1   | Honduras Progreso                |
| Atlántida | 2   | Vida y Victoria                  |
| Colón | 1   | Real Sociedad                    |
| El Paraíso | 1   | UPNFM                            |

### Cambios de entrenadores
| Equipo            | Entrenador saliente | Jornadas | Nuevo entrenador   | Jornadas |
| ----------------- | ------------------- | -------- | ------------------ | -------- |
| Platense          | Jhon Jairo López    | Pre.     | Nicolás Suazo      | Pre.     |
| Marathón          | Héctor Vargas       | Pre.     | Martín García      | Pre.     |
| Honduras Progreso | Fernando Araújo     | Pre.     | Jhon Jairo López   | Pre.     |
| UPNFM             | Salomón Nazar       | Pre.     | Raúl Cáceres       | Pre.     |
| Platense          | Nicolás Suazo       | 1 - 3    | Ramón Maradiaga    | 4 -      |
| Victoria          | Carlos Padilla      | 1 - 4    | Elvin López (int.) | 5 - 6    |
| Victoria          | Elvin López (int.)  | 5 - 6    | Salomón Nazar      | 7 -      |
| Real Sociedad     | Héctor Castellón    | 1 - 12   | David Fúnez (int.) | 13       |
| Real Sociedad     | David Fúnez (int.)  | 13       | Mario Petrone      | 14 -     |

## Fase de clasificación
| Jornada 1          | Jornada 1 | Jornada 1 | Jornada 1          | Jornada 1     | Jornada 1 |
| Local              | Resultado | Visitante | Estadio            | Fecha         | Hora      |
| ------------------ | --------- | --------- | ------------------ | ------------- | --------- |
| Vida               | 1 - 1     | UPNFM     | Ceibeño            | 7 de agosto   | 19:15     |
| Real Sociedad      | 0 - 3     | Olimpia   | Francisco Martínez | 8 de agosto   | 15:06     |
| Motagua            | 3 - 0     | Platense  | Nacional           | 8 de agosto   | 16:00     |
| Honduras Progreso  | 1 - 2     | Marathón  | Morazán            | 8 de agosto   | 18:00     |
| Real España        | 1 - 1     | Victoria  | Morazán            | 20 de octubre | 19:00     |
| Total de goles: 13 |           |           |                    |               |           |

| Jornada 2          | Jornada 2 | Jornada 2         | Jornada 2          | Jornada 2    | Jornada 2 |
| Local              | Resultado | Visitante         | Estadio            | Fecha        | Hora      |
| ------------------ | --------- | ----------------- | ------------------ | ------------ | --------- |
| Marathón           | 5 - 1     | UPNFM             | Yankel Rosenthal   | 11 de agosto | 15:06     |
| Real Sociedad      | 3 - 3     | Vida              | Francisco Martínez | 11 de agosto | 19:00     |
| Victoria           | 0 - 1     | Motagua           | Ceibeño            | 11 de agosto | 19:00     |
| Olimpia            | 1 - 1     | Real España       | Nacional           | 11 de agosto | 19:30     |
| Platense           | 1 - 1     | Honduras Progreso | Excélsior          | 12 de agosto | 19:00     |
| Total de goles: 17 |           |                   |                    |              |           |

| Jornada 3          | Jornada 3 | Jornada 3         | Jornada 3        | Jornada 3    | Jornada 3 |
| Local              | Resultado | Visitante         | Estadio          | Fecha        | Hora      |
| ------------------ | --------- | ----------------- | ---------------- | ------------ | --------- |
| Marathón           | 2 - 0     | Motagua           | Yankel Rosenthal | 14 de agosto | 15:05     |
| Victoria           | 0 - 2     | Real Sociedad     | Ceibeño          | 14 de agosto | 19:00     |
| UPNFM              | 3 - 0     | Honduras Progreso | Marcelo Tinoco   | 15 de agosto | 15:00     |
| Platense           | 0 - 2     | Real España       | Excélsior        | 15 de agosto | 16:00     |
| Olimpia            | 1 - 1     | Vida              | Nacional         | 15 de agosto | 16:00     |
| Total de goles: 11 |           |                   |                  |              |           |

| Jornada 4          | Jornada 4 | Jornada 4     | Jornada 4           | Jornada 4    | Jornada 4 |
| Local              | Resultado | Visitante     | Estadio             | Fecha        | Hora      |
| ------------------ | --------- | ------------- | ------------------- | ------------ | --------- |
| Real España        | 1 - 1     | Real Sociedad | Morazán             | 21 de agosto | 17:00     |
| UPNFM              | 3 - 0     | Platense      | Marcelo Tinoco      | 21 de agosto | 19:00     |
| Honduras Progreso  | 2 - 0     | Victoria      | Humberto Micheletti | 21 de agosto | 19:00     |
| Vida               | 2 - 0     | Marathón      | Ceibeño             | 21 de agosto | 19:15     |
| Motagua            | 3 - 2     | Olimpia       | Nacional            | 22 de agosto | 16:00     |
| Total de goles: 14 |           |               |                     |              |           |

| Jornada 5          | Jornada 5 | Jornada 5         | Jornada 5          | Jornada 5    | Jornada 5 |
| Local              | Resultado | Visitante         | Estadio            | Fecha        | Hora      |
| ------------------ | --------- | ----------------- | ------------------ | ------------ | --------- |
| Real España        | 5 - 3     | UPNFM             | Morazán            | 25 de agosto | 18:00     |
| Real Sociedad      | 3 - 3     | Motagua           | Francisco Martínez | 25 de agosto | 19:00     |
| Vida               | 2 - 0     | Victoria          | Ceibeño            | 25 de agosto | 19:06     |
| Olimpia            | 2 - 1     | Honduras Progreso | Nacional           | 25 de agosto | 19:30     |
| Platense           | 3 - 1     | Marathón          | Excélsior          | 26 de agosto | 19:00     |
| Total de goles: 23 |           |                   |                    |              |           |

| Jornada 6         | Jornada 6 | Jornada 6   | Jornada 6           | Jornada 6    | Jornada 6 |
| Local             | Resultado | Visitante   | Estadio             | Fecha        | Hora      |
| ----------------- | --------- | ----------- | ------------------- | ------------ | --------- |
| Honduras Progreso | 1 - 1     | Vida        | Humberto Micheletti | 28 de agosto | 19:00     |
| Victoria          | 0 - 3     | Olimpia     | Ceibeño             | 28 de agosto | 19:00     |
| Marathón          | 0 - 1     | Real España | Yankel Rosenthal    | 29 de agosto | 15:08     |
| Real Sociedad     | 1 - 1     | Platense    | Francisco Martínez  | 29 de agosto | 17:16     |
| Motagua           | 0 - 0     | UPNFM       | Nacional            | 30 de agosto | 19:00     |
| Total de goles: 8 |           |             |                     |              |           |

| Jornada 7          | Jornada 7 | Jornada 7     | Jornada 7        | Jornada 7       | Jornada 7 |
| Local              | Resultado | Visitante     | Estadio          | Fecha           | Hora      |
| ------------------ | --------- | ------------- | ---------------- | --------------- | --------- |
| Olimpia            | 3 - 0     | Platense      | Nacional         | 1 de septiembre | 19:00     |
| UPNFM              | 3 - 0     | Victoria      | Marcelo Tinoco   | 3 de septiembre | 18:00     |
| Marathón           | 2 - 1     | Real Sociedad | Yankel Rosenthal | 4 de septiembre | 15:06     |
| Honduras Progreso  | 0 - 3     | Motagua       | Morazán          | 4 de septiembre | 19:00     |
| Vida               | 1 - 0     | Real España   | Ceibeño          | 4 de septiembre | 19:15     |
| Total de goles: 13 |           |               |                  |                 |           |

| Jornada 8          | Jornada 8 | Jornada 8         | Jornada 8          | Jornada 8        | Jornada 8 |
| Local              | Resultado | Visitante         | Estadio            | Fecha            | Hora      |
| ------------------ | --------- | ----------------- | ------------------ | ---------------- | --------- |
| UPNFM              | 0 - 0     | Olimpia           | Marcelo Tinoco     | 11 de septiembre | 17:00     |
| Real España        | 2 - 1     | Motagua           | Olímpico           | 11 de septiembre | 18:00     |
| Victoria           | 1 - 0     | Marathón          | Ceibeño            | 11 de septiembre | 19:00     |
| Real Sociedad      | 1 - 0     | Honduras Progreso | Francisco Martínez | 12 de septiembre | 15:00     |
| Platense           | 1 - 4     | Vida              | Excélsior          | 12 de septiembre | 16:00     |
| Total de goles: 10 |           |                   |                    |                  |           |

| Jornada 9          | Jornada 9 | Jornada 9     | Jornada 9           | Jornada 9        | Jornada 9 |
| Local              | Resultado | Visitante     | Estadio             | Fecha            | Hora      |
| ------------------ | --------- | ------------- | ------------------- | ---------------- | --------- |
| Marathón           | 3 - 1     | Olimpia       | Olímpico            | 15 de septiembre | 16:06     |
| UPNFM              | 2 - 0     | Real Sociedad | Marcelo Tinoco      | 15 de septiembre | 18:00     |
| Honduras Progreso  | 1 - 1     | Real España   | Humberto Micheletti | 15 de septiembre | 19:00     |
| Victoria           | 2 - 0     | Platense      | Ceibeño             | 15 de septiembre | 19:00     |
| Motagua            | 2 - 1     | Vida          | Marcelo Tinoco      | 16 de septiembre | 16:00     |
| Total de goles: 13 |           |               |                     |                  |           |

| Jornada 10         | Jornada 10 | Jornada 10        | Jornada 10     | Jornada 10       | Jornada 10 |
| Local              | Resultado  | Visitante         | Estadio        | Fecha            | Hora       |
| ------------------ | ---------- | ----------------- | -------------- | ---------------- | ---------- |
| Olimpia            | 4 - 0      | Victoria          | Morazán        | 18 de septiembre | 17:00      |
| Platense           | 2 - 3      | Real Sociedad     | Excélsior      | 19 de septiembre | 16:00      |
| UPNFM              | 2 - 2      | Motagua           | Marcelo Tinoco | 19 de septiembre | 16:00      |
| Real España        | 0 - 1      | Marathón          | Olímpico       | 19 de septiembre | 18:00      |
| Vida               | 1 - 0      | Honduras Progreso | Ceibeño        | 19 de septiembre | 19:00      |
| Total de goles: 15 |            |                   |                |                  |            |

| Jornada 11         | Jornada 11 | Jornada 11        | Jornada 11         | Jornada 11       | Jornada 11 |
| Local              | Resultado  | Visitante         | Estadio            | Fecha            | Hora       |
| ------------------ | ---------- | ----------------- | ------------------ | ---------------- | ---------- |
| Victoria           | 1 - 2      | Honduras Progreso | Ceibeño            | 22 de septiembre | 19:00      |
| Marathón           | 1 - 2      | Vida              | Yankel Rosenthal   | 25 de septiembre | 15:06      |
| Platense           | 2 - 3      | UPNFM             | Excélsior          | 26 de septiembre | 16:00      |
| Real Sociedad      | 0 - 4      | Real España       | Francisco Martínez | 26 de septiembre | 17:00      |
| Olimpia            | 0 - 0      | Motagua           | Nacional           | 6 de noviembre   | 19:00      |
| Total de goles: 15 |            |                   |                    |                  |            |

| Jornada 12         | Jornada 12 | Jornada 12    | Jornada 12          | Jornada 12   | Jornada 12 |
| Local              | Resultado  | Visitante     | Estadio             | Fecha        | Hora       |
| ------------------ | ---------- | ------------- | ------------------- | ------------ | ---------- |
| Real España        | 1 - 1      | Olimpia       | Morazán             | 2 de octubre | 19:00      |
| Honduras Progreso  | 4 - 2      | Platense      | Humberto Micheletti | 2 de octubre | 19:00      |
| Vida               | 2 - 1      | Real Sociedad | Ceibeño             | 2 de octubre | 19:15      |
| Motagua            | 5 - 0      | Victoria      | Nacional            | 3 de octubre | 16:00      |
| UPNFM              | 1 - 1      | Marathón      | Marcelo Tinoco      | 3 de octubre | 16:00      |
| Total de goles: 18 |            |               |                     |              |            |

| Jornada 13         | Jornada 13 | Jornada 13        | Jornada 13       | Jornada 13   | Jornada 13 |
| Local              | Resultado  | Visitante         | Estadio          | Fecha        | Hora       |
| ------------------ | ---------- | ----------------- | ---------------- | ------------ | ---------- |
| Marathón           | 2 - 1      | Honduras Progreso | Yankel Rosenthal | 9 de octubre | 15:06      |
| UPNFM              | 0 - 0      | Vida              | Marcelo Tinoco   | 9 de octubre | 17:00      |
| Platense           | 2 - 3      | Motagua           | Excélsior        | 9 de octubre | 19:00      |
| Victoria           | 0 - 2      | Real España       | Ceibeño          | 9 de octubre | 19:00      |
| Olimpia            | 4 - 0      | Real Sociedad     | Nacional         | 9 de octubre | 19:00      |
| Total de goles: 14 |            |                   |                  |              |            |

| Jornada 14         | Jornada 14 | Jornada 14 | Jornada 14          | Jornada 14    | Jornada 14 |
| Local              | Resultado  | Visitante  | Estadio             | Fecha         | Hora       |
| ------------------ | ---------- | ---------- | ------------------- | ------------- | ---------- |
| Honduras Progreso  | 0 - 1      | UPNFM      | Humberto Micheletti | 16 de octubre | 19:00      |
| Real España        | 2 - 1      | Platense   | Morazán             | 16 de octubre | 19:00      |
| Vida               | 2 - 1      | Olimpia    | Ceibeño             | 16 de octubre | 19:15      |
| Real Sociedad      | 2 - 1      | Victoria   | Francisco Martínez  | 17 de octubre | 15:00      |
| Motagua            | 2 - 1      | Marathón   | Nacional            | 17 de octubre | 16:00      |
| Total de goles: 13 |            |            |                     |               |            |

| Jornada 15         | Jornada 15 | Jornada 15    | Jornada 15       | Jornada 15    | Jornada 15 |
| Local              | Resultado  | Visitante     | Estadio          | Fecha         | Hora       |
| ------------------ | ---------- | ------------- | ---------------- | ------------- | ---------- |
| Honduras Progreso  | 0 - 2      | Olimpia       | Morazán          | 23 de octubre | 19:00      |
| Victoria           | 1 - 2      | Vida          | Ceibeño          | 23 de octubre | 19:00      |
| Marathón           | 1 - 1      | Platense      | Yankel Rosenthal | 24 de octubre | 15:06      |
| UPNFM              | 1 - 2      | Real España   | Marcelo Tinoco   | 24 de octubre | 16:00      |
| Motagua            | 5 - 1      | Real Sociedad | Nacional         | 24 de octubre | 16:00      |
| Total de goles: 16 |            |               |                  |               |            |

| Jornada 16         | Jornada 16 | Jornada 16        | Jornada 16         | Jornada 16    | Jornada 16 |
| Local              | Resultado  | Visitante         | Estadio            | Fecha         | Hora       |
| ------------------ | ---------- | ----------------- | ------------------ | ------------- | ---------- |
| Real Sociedad      | 0 - 3      | UPNFM             | Francisco Martínez | 27 de octubre | 15:00      |
| Real España        | 4 - 1      | Honduras Progreso | Morazán            | 27 de octubre | 19:00      |
| Olimpia            | 1 - 0      | Marathón          | Nacional           | 27 de octubre | 19:00      |
| Platense           | 1 - 2      | Victoria          | Excélsior          | 27 de octubre | 19:00      |
| Vida               | 1 - 1      | Motagua           | Ceibeño            | 27 de octubre | 19:15      |
| Total de goles: 14 |            |                   |                    |               |            |

| Jornada 17         | Jornada 17 | Jornada 17    | Jornada 17          | Jornada 17    | Jornada 17 |
| Local              | Resultado  | Visitante     | Estadio             | Fecha         | Hora       |
| ------------------ | ---------- | ------------- | ------------------- | ------------- | ---------- |
| Marathón           | 0 - 0      | Victoria      | Yankel Rosenthal    | 30 de octubre | 15:15      |
| Motagua            | 0 - 1      | Real España   | Nacional            | 30 de octubre | 19:00      |
| Olimpia            | 2 - 1      | UPNFM         | Nacional            | 31 de octubre | 16:00      |
| Vida               | 3 - 1      | Platense      | Ceibeño             | 31 de octubre | 17:15      |
| Honduras Progreso  | 2 - 1      | Real Sociedad | Humberto Micheletti | 31 de octubre | 19:00      |
| Total de goles: 11 |            |               |                     |               |            |

| Jornada 18         | Jornada 18 | Jornada 18        | Jornada 18         | Jornada 18     | Jornada 18 |
| Local              | Resultado  | Visitante         | Estadio            | Fecha          | Hora       |
| ------------------ | ---------- | ----------------- | ------------------ | -------------- | ---------- |
| Platense           | 1 - 4      | Olimpia           | Excélsior          | 9 de noviembre | 19:00      |
| Real Sociedad      | 0 - 3      | Marathón          | Francisco Martínez | 9 de noviembre | 19:00      |
| Motagua            | 3 - 2      | Honduras Progreso | Nacional           | 9 de noviembre | 19:00      |
| Victoria           | 1 - 0      | UPNFM             | Ceibeño            | 9 de noviembre | 19:00      |
| Real España        | 2 - 1      | Vida              | Morazán            | 9 de noviembre | 19:00      |
| Total de goles: 17 |            |                   |                    |                |            |

## Torneo Apertura

### Fase regular
Simbología:

Pts: puntos acumulados.

PJ: partidos jugados.

PG: partidos ganados.

PE: partidos empatados.

PP: partidos perdidos.

GF: goles a favor.

GC: goles en contra.

|                                               |     | Equipo            | PJ | G  | E | P  | GF | GC | Dif. | Pts |
| --------------------------------------------- | --- | ----------------- | -- | -- | - | -- | -- | -- | ---- | --- |
|                                               | 1.  | Real España       | 18 | 11 | 5 | 2  | 32 | 15 | +17  | 38  |
|                                               | 2.  | Vida              | 18 | 10 | 6 | 2  | 30 | 17 | +13  | 36  |
|                                               | 3.  | Olimpia           | 18 | 10 | 5 | 3  | 35 | 14 | +21  | 35  |
|                                               | 4.  | Motagua           | 18 | 10 | 5 | 3  | 37 | 20 | +17  | 35  |
|                                               | 5.  | UPNFM             | 18 | 7  | 6 | 5  | 28 | 21 | +7   | 27  |
|                                               | 6.  | Marathón          | 18 | 8  | 3 | 7  | 25 | 19 | +6   | 27  |
|                                               | 7.  | Real Sociedad     | 18 | 4  | 4 | 10 | 20 | 41 | -21  | 16  |
|                                               | 8.  | Honduras Progreso | 18 | 4  | 3 | 11 | 19 | 31 | -12  | 15  |
|                                               | 9.  | Victoria          | 18 | 4  | 2 | 12 | 10 | 32 | -22  | 14  |
|                                               | 10. | Platense          | 18 | 1  | 3 | 14 | 19 | 45 | -26  | 6   |
| Última actualización: 9 de noviembre de 2021. |     |                   |    |    |   |    |    |    |      |     |

|  | Clasificado directo a semifinales |
|  | Clasificado a la fase final       |
|  | Último Lugar                      |

## Fase final
|  | Repechajes | Repechajes | Repechajes | Repechajes | Repechajes |  |  | Semifinales | Semifinales | Semifinales | Semifinales | Semifinales |  |  | Final | Final       | Final | Final | Final |
|  |            |            |            |            |            |  |  |             |             |             |             |             |  |  |       |             |       |       |       |
|  |            |            |            |            |            |  |  | 1.º         | Real España | 1           | 2           | 3           |  |  |       |             |       |       |       |
|  | 4.º        | Motagua    | 2          | 3          | 5          |  |  | 4.º         | Motagua     | 1           | 0           | 1           |  |  |       |             |       |       |       |
|  | 5.º        | UPNFM      | 1          | 1          | 2          |  |  |             |             |             |             |             |  |  | 1.º   | Real España | 0     | 0     | 0     |
|  |            |            |            |            |            |  |  |             |             |             |             |             |  |  | 3.º   | Olimpia     | 2     | 1     | 3     |
|  |            |            |            |            |            |  |  | 2.º         | Vida        | 0           | 2           | 2           |  |  |       |             |       |       |       |
|  | 3.º        | Olimpia    | 0          | 3          | 3          |  |  | 3.º         | Olimpia     | 2           | 1           | 3           |  |  |       |             |       |       |       |
|  | 6.º        | Marathón   | 1          | 0          | 1          |  |  |             |             |             |             |             |  |  |       |             |       |       |       |

### Repechajes
| 18 de noviembre de 2021, 19:05 | UPNFM                | 1:2 (0:0) | Motagua       | Estadio Marcelo Tinoco, Danlí. |                            |
|                                | Ramírez 90+7' (pen.) | Reporte   | López 50' 57' | Árbitro(s): Nelson Salgado     | Árbitro(s): Nelson Salgado |

| 20 de noviembre de 2021, 19:06 | Motagua                                  | 3:1 (2:1) | UPNFM     | Estadio Nacional, Tegucigalpa. |                        |
|                                | López 1' · Moreira 37' · Villafranca 79' | Reporte   | Mejía 15' | Árbitro(s): Luis Mejía         | Árbitro(s): Luis Mejía |

| 18 de noviembre de 2021, 19:00 | Marathón     | 1:0 (1:0) | Olimpia | Estadio Olímpico Metropolitano, San Pedro Sula. |                              |
|                                | Martínez 29' | Reporte   |         | Árbitro(s): Melissa Pastrana                    | Árbitro(s): Melissa Pastrana |

| 21 de noviembre de 2021, 15:00 | Olimpia                                    | 3:0 (1:0) | Marathón | Estadio Nacional, Tegucigalpa. |                           |
|                                | Altamirano 41' · Hernández 80' · Reyes 84' | Reporte   |          | Árbitro(s): Said Martínez      | Árbitro(s): Said Martínez |

### Semifinales
| 4 de diciembre de 2021, 19:00 | Motagua            | 1:1 (0:1) | Real España | Estadio Nacional, Tegucigalpa. |                          |
|                               | García (Ag.) 90+4' | Reporte   | García 31'  | Árbitro(s): Selvin Brown       | Árbitro(s): Selvin Brown |

| 11 de diciembre de 2021, 19:00 | Real España                   | 2:0 (0:0) | Motagua | Estadio Morazán, San Pedro Sula. |                           |
|                                | Rocca 61' · Pereira (Ag.) 64' | Reporte   |         | Árbitro(s): Óscar Moncada        | Árbitro(s): Óscar Moncada |

| 5 de diciembre de 2021, 16:00 | Olimpia                        | 2:0 (0:0) | Vida | Estadio Nacional, Tegucigalpa. |                               |
|                               | Maldonado 56' · Bengtson 90+2' | Reporte   |      | Árbitro(s): Jefferson Escobar  | Árbitro(s): Jefferson Escobar |

| 11 de diciembre de 2021, 19:30 | Vida                  | 2:1 (2:1) | Olimpia      | Estadio Ceibeño, La Ceiba. |                            |
|                                | Palma 5' · Montes 21' | Reporte   | Bengtson 18' | Árbitro(s): Armando Castro | Árbitro(s): Armando Castro |

### Final
| 19 de diciembre de 2021, 16:00 | Olimpia         | 2:0 (1:0) | Real España | Estadio Nacional, Tegucigalpa. |                           |
|                                | Álvarez 39' 50' | Reporte   |             | Árbitro(s): Óscar Moncada      | Árbitro(s): Óscar Moncada |

| 23 de diciembre de 2021, 19:00 | Real España | 0:1 (0:0) | Olimpia      | Estadio Morazán, San Pedro Sula. |                           |
|                                |             | Reporte   | Bengtson 58' | Árbitro(s): Said Martínez        | Árbitro(s): Said Martínez |

|                             |
| Campeón Olimpia 34.° título |

## Estadísticas

### Clasificados a torneos internacionales
| Clasificado | Liga Concacaf 2022 |
| ----------- | ------------------ |
| Honduras 1  | Olimpia            |
| Honduras 2  |                    |
| Honduras 3  |                    |

### Promedio de Descenso
| Pos  | Equipo            | Ap. 2021 | Cl. 2022 | Total | PJ | Promedio |
| ---- | ----------------- | -------- | -------- | ----- | -- | -------- |
| 1.º  | Real España       | 38       |          | 38    | 18 | 2.1111   |
| 2.º  | Vida              | 36       |          | 36    | 18 | 2        |
| 3.º  | Olimpia           | 35       |          | 35    | 18 | 1.9444   |
| 4.º  | Motagua           | 35       |          | 35    | 18 | 1.9444   |
| 5.º  | UPNFM             | 27       |          | 27    | 18 | 1.5      |
| 6.º  | Marathón          | 27       |          | 27    | 18 | 1.5      |
| 7.º  | Real Sociedad     | 16       |          | 16    | 18 | 0.8888   |
| 8.º  | Honduras Progreso | 15       |          | 15    | 18 | 0.8333   |
| 9.º  | Victoria          | 14       |          | 14    | 18 | 0.7777   |
| 10.º | Platense          | 6        |          | 6     | 18 | 0.3333   |

|  |                                                                                              |
|  | El equipo que ocupe esta posición al finalizar la temporada descenderá a la Liga de Ascenso. |

### Goleadores
| Pos.                                          | Jugador           | Equipo            | Goles |
| --------------------------------------------- | ----------------- | ----------------- | ----- |
| 1.°                                           | Jerry Bengtson    | Olimpia           | 16    |
| 2.°                                           | Ramiro Rocca      | Real España       | 12    |
| 2.°                                           | Marlon Ramírez    | UPNFM             | 12    |
| 3.°                                           | Ángel Tejeda      | Vida              | 11    |
| 4°                                            | Kevin López       | Motagua           | 10    |
| 5.°                                           | Luis Palma        | Vida              | 6     |
| 5.°                                           | Cristian Sacaza   | Honduras Progreso | 6     |
| 5.°                                           | Eddie Hernández   | Olimpia           | 6     |
| 5.°                                           | Omar Rosas        | Real España       | 6     |
| 5.°                                           | Yustin Arboleda   | Olimpia           | 6     |
| 6.°                                           | Brayan Castillo   | Marathón          | 5     |
| 6.°                                           | Juan Ramón Mejía  | UPNFM             | 5     |
| 6.°                                           | Darixon Vuelto    | Real España       | 5     |
| 6.°                                           | Giovanny Martínez | Honduras Progreso | 5     |
| 7.°                                           | Gonzalo Klusener  | Motagua           | 4     |
| 7.°                                           | Josué Villafranca | Motagua           | 4     |
| 7.°                                           | José Tobías       | Real Sociedad     | 4     |
| 7.°                                           | Rony Martínez     | Real Sociedad     | 4     |
| 8.°                                           | Jairo Róchez      | UPNFM             | 3     |
| 8.°                                           | Marco Tulio Vega  | Motagua           | 3     |
| 8.°                                           | Jorge Benguché    | Olimpia           | 3     |
| 8.°                                           | Ovidio Lanza      | Marathón          | 3     |
| 8.°                                           | Iván López        | Motagua           | 3     |
| Última actualización: 23 de diciembre de 2021 |                   |                   |       |